# Васильев, Павел Ефимович
Павел Ефимович Васи́льев (14 января 1909 или 14 [27] января 1909, Зириклы, Уфимская губерния — 29 июля 1978, Уфа) — Герой Советского Союза, заместитель командира по политчасти 132-го отдельного мотоштурмового инженерно-сапёрного батальона 21-й моторизованной инженерно-сапёрной бригады 15-й армии 2-го Дальневосточного фронта, капитан.

## Биография
Родился 14 января 1909 года в селе Зириклы (ныне Бижбулякского района Республики Башкортостан) в семье крестьянина. По национальности — чуваш. Член ВКП(б)/КПСС с 1932 года. В 1931 году окончил Уфимский педагогический техникум. Работал на разных партийных должностях.
В июне 1941 года был призван в Красную Армию Бижбулякским райвоенкоматом.
Участник Великой Отечественной войны с 1941 года и советско-японской войны 1945 года.
14 августа 1945 года при прорыве Фуцзиньского укреплённого района японцев капитан П.Е. Васильев руководил подготовкой к штурму пяти дотов. После взрыва самого мощного из них Павел Ефимович первым ворвался в ходы сообщения и из автомата убил четверых японских солдат и одного захватил в плен.
Указом Президиума Верховного Совета СССР от 8 сентября 1945 года за образцовое выполнение боевых заданий командования и проявленные мужество и героизм в боях с японскими милитаристами капитану Васильеву Павлу Ефимовичу присвоено звание Героя Советского Союза с вручением ордена Ленина и медали «Золотая Звезда» (№ 7769).
В январе 1947 года капитан Васильев П. Е. вышел в запас. Работал председателем исполкома Бижбулякского районного Совета депутатов трудящихся, первым секретарём Бижбулякского райкома КПСС. Избирался депутатом Верховного Совета Башкирской АССР 3 и 4 созывов, депутатом Бижбулякского райсовета.
29 июля 1978 года скончался, похоронен в столице Башкирии — городе Уфе.

## Награды
- Медаль «Золотая Звезда» Героя Советского Союза (08.09.1945)[4]
- Орден Ленина
- Орден Красного Знамени (1943)[6]
- Орден Трудового Красного Знамени
- Орден Красной Звезды (30.11.1943)[7]
- Медаль «За отвагу» (23.05.1943)[8]
- медали